# 발로니아과
발로니아과(Valoniaceae)는 갈파래강 대마디말목에 속하는 녹조류과의 하나이다. 3속 13종으로 이루어져 있다.

## 하위 속
- 공말속 (Dictyosphaeria) - 최근 대롱말과로 분류한다.
- 에르노데스미스속 (Ernodesmis) - 최근 유일종 E. verticillata을 대롱말과로 분류한다.
- 페트로시폰속 (Petrosiphon) - 유일종 P. adhaerens
- 발로니아속 (Valonia) - 10종
- 발로니옵시스속 (Valoniopsis) - 2종